# 韋賽德 (密西西比州)
韋賽德（英語：Wayside）是位於美國密西西比州華盛頓縣的非建制地區。

## 歷史
韋賽德的郵局自1886年營運至今。當地於1900年時共有人口65人。

## 地理
韋賽德所處的海拔為高於海平面37米（即121英呎），而該地所採用的時區為UTC-6，即北美中部時區（CST）。同時該地設有夏令時間，為UTC-6調快一小時，即UTC-5（CDT）。